# Hugh Scott

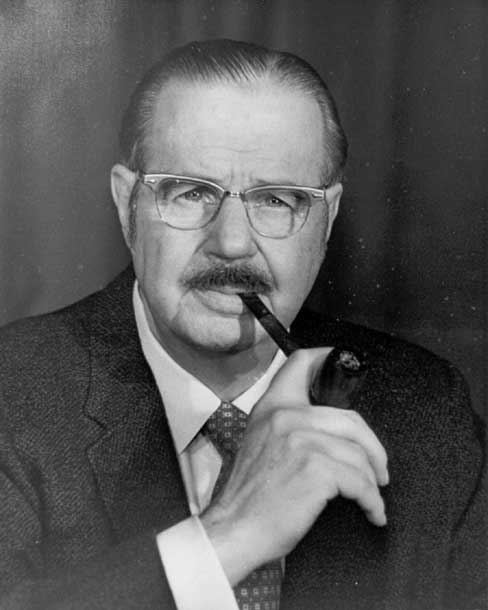
Hugh Scott

Hugh Scott, född 11 november 1900 i Fredericksburg, Virginia, död 21 juli 1994 i Falls Church, Virginia, var en amerikansk republikansk politiker. Han representerade delstaten Pennsylvania i båda kamrarna av USA:s kongress, först i representanthuset 1941-1945 samt 1947-1959 och sedan i senaten 1959-1977. Han var ordförande för Republican National Committee 1948-1949. Han var 1969 republikansk whip i senaten och senatens minoritetsledare 1969-1977.
Scott utexaminerades 1919 från Randolph-Macon College. Han avlade 1922 juristexamen vid University of Virginia och inledde därefter sin karriär som advokat i Philadelphia.
Scott tjänstgjorde under andra världskriget i USA:s flotta och befordrades till kommendörkapten. Han efterträdde 1941 George P. Darrow som kongressledamot. Han omvaldes 1942 men förlorade sitt mandat i kongressvalet 1944. Han besegrade sittande kongressledamoten Herbert J. McGlinchey i kongressvalet 1946. Han efterträdde 1948 B. Carroll Reece som RNC-ordförande. Scott omvaldes igen till representanthuset 1948, 1950, 1952, 1954 och 1956.
Senator Edward Martin kandiderade inte till omval i senatsvalet 1958. Scott vann valet och efterträdde Martin som senator i januari 1959. Han omvaldes 1964 och 1970. Han blev republikansk ledare i senaten efter Everett Dirksens död år 1969. Scott kandiderade inte till omval i senatsvalet 1976. Han efterträddes som senator av John Heinz och som minoritetsledare av Howard Baker.
Scotts grav finns på Arlingtonkyrkogården.